# Romersk tempel
Romerske templer (latin: templum) var vigtige bygningskomplekser i alle romerske byer. De var ramme om religiøse handlinger i den romerske statskult, men rummede ofte verdslige institutioner som offentlige kontorer. Selve den hellige bygning med statuen for den gud, som templet var indviet til, blev kaldt aedes, mens den og området eller bygningen viet til religiøse handlinger blev kaldt templum. En række templer er de bedst bevarede bygninger fra Romerriget.

## Udformning
Aedes var traditionelt rektangulært og lå på en lille forhøjning (podium), hvor en trappe førte op til indgangen. I sin simpleste form indeholdt templet ét rum (cella). De største templer havde flere rum. En søjlerække på forsiden støttede taget som var forlænget, så det dannede et halvtag over indgangen. Indgangen skulle helst vende mod vest, (Vitruvius iv.5) og foran den var det alter, hvor ofringerne til guden fandt sted.
Udformningen af romerske templer var en variation over den mellemitaliske form, som især kendes fra etruskiske fund. Da kontakten til den græske kultur blev stærkere, blev mange nye græske bygningselementer tilføjet: søjlerækken blev på nogle templer ført hele vejen rundt om bygningen, der blev tilføjet et pronaos ved indgangen eller tempelbygningen blev rund.

## Funktioner og betydning
Templer blev opført af hensyn til statskulten: de guder, der blev opfattet som Romerrigets patroner, skulle have et hus, og de ritualer, der var nødvendige for statens velværd skulle udføres på indviede steder. Før et tempel kunne bruges til religiøse handlinger, skulle det være indviet; det skulle gøres af medlemmerne af pontifikalkollegiet.
Et tempel var en forbindelse til den guddommelige sfære. Det gav ekstra styrke til bygherrens donation og yderligere prestige, da templerne var vigtige for det sociale liv i byen; de var pejlemærker og ramme for mange sociale aktiviteter og havde derfor en prominent plads i romernes bevidsthed.

## Propaganda
Størstedelen af Roms templer var finansieret af private sponsorer, som derved kunne øge deres prestige. Templer var offentlige bygninger, og opførelse og vedligeholdelse af dem var til fælles bedste og havde stor social betydning, da templer var nødvendige for at opnå gudernes velvilje. Alle bygninger havde derfor også stor propagandamæssig betydning,
Den gud, templet var viet til, gav en kraftig politisk understregning. Navnet hentydede til de gerninger som bygherren ville gøre opmærksom på, han stod for, og samtidigt fortalte templet, at det var godkendt af guderne.Bygherren fik sit navn på templet og fik en stærkere forbindelse til det guddommelige, da han ved at udføre en tjeneste for guden blev gudens klient og derfor under guddommelig beskyttelse.
Specielt templerne i forbindelse med Forum, den fineste plads i Rom, var præget af propaganda. Fx viste
- Venus Genetrix på Forum Iulium Julius Cæsars guddommelige afstamning.
- Mars Ultor på Forum Augusti henviste til hævnen over uretten og sejren og genoprettelsen af freden
- Minerva på Forum Transistorium var Domitians skytsgud
- Divus Traianustemplet på Forum Traiani viste Hadrians ret til tronen og
- Templum Pacis understregede den fred Vespasian havde givet Rom.

## Eksempler på romerske templer
- Pantheon i Rom
- Maison Carrée i Nimes
- Pula
- Forum Boarium i Rom
- Vesta-templet i Tivoli